# (7372) Emimar
(7372) Emimar – planetoida z grupy pasa głównego asteroid okrążająca Słońce w ciągu 4 lat i 292 dni w średniej odległości 2,85 j.a. Została odkryta 19 kwietnia 1979 roku w Obserwatorium Cerro Tololo przez Juana Muzzio. Nazwa planetoidy pochodzi od geofizyk Maríi Emilii Muzzio (ur. 1979) i antropolog Mariny Muzzio (ur. 1982), córek odkrywcy. Przed nadaniem nazwy planetoida nosiła oznaczenie tymczasowe (7372) 1979 HH.